# Soukka (Espoo)
Soukka est un quartier de la ville d'Espoo en Finlande.

## Description
Ses quartiers voisins sont Espoonlahti, Kaitaa et Suvisaaristo.

## Population
Soukka compte 8 100 habitants (février 2022). 
Soukka fait partie de la zone statistique de Kanta-Espoonlahti, dont les sections sont le centre d'Espoonlahti, Soukanmäki, Kivenlahti, Laurinlahti et Soukanniemi. 
La population de Kanta-Espoonlahti est d'environ 25 000 habitants. 
La population totale de Suur-Espoonlahti est d'environ 57 000 habitants.

## Galerie

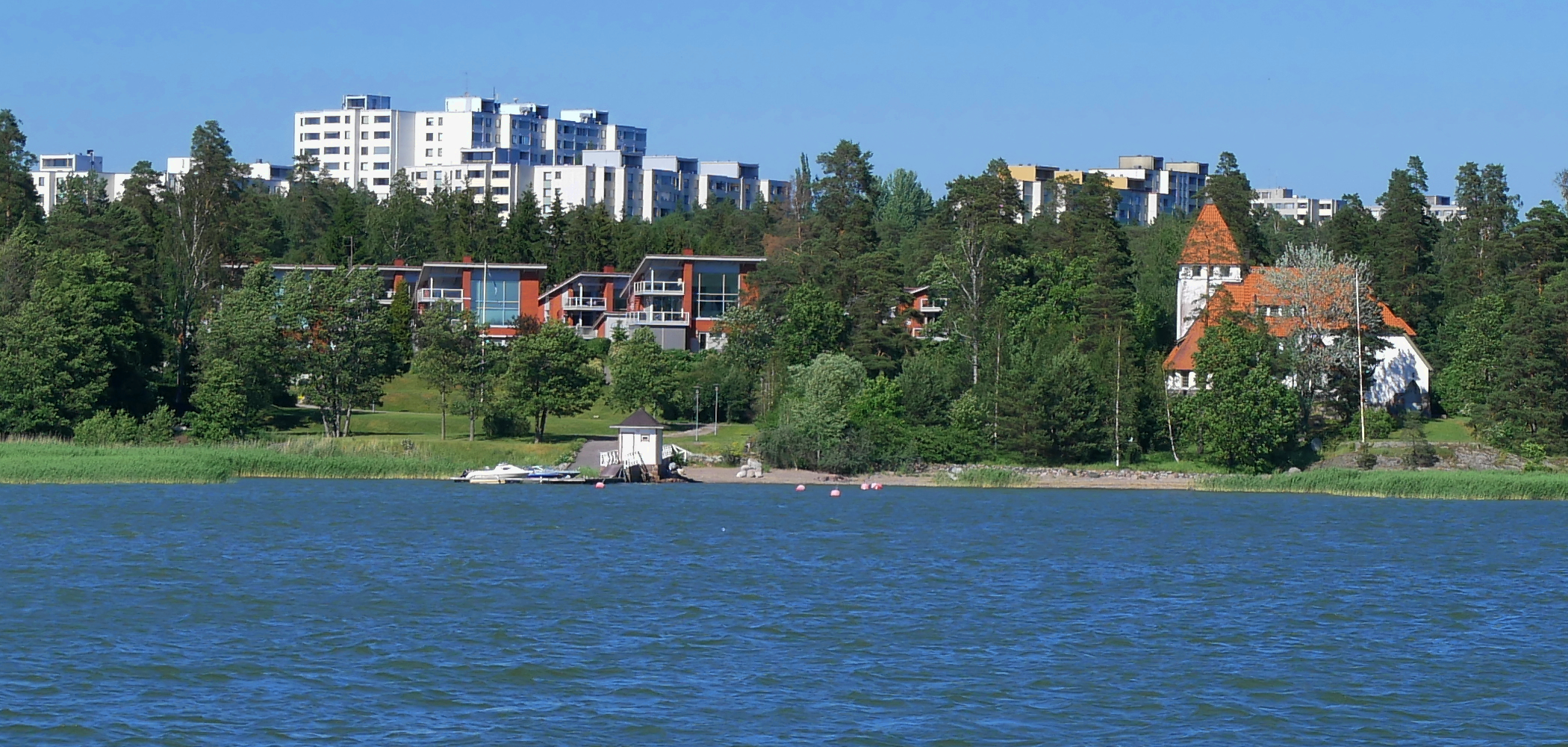
Soukka.
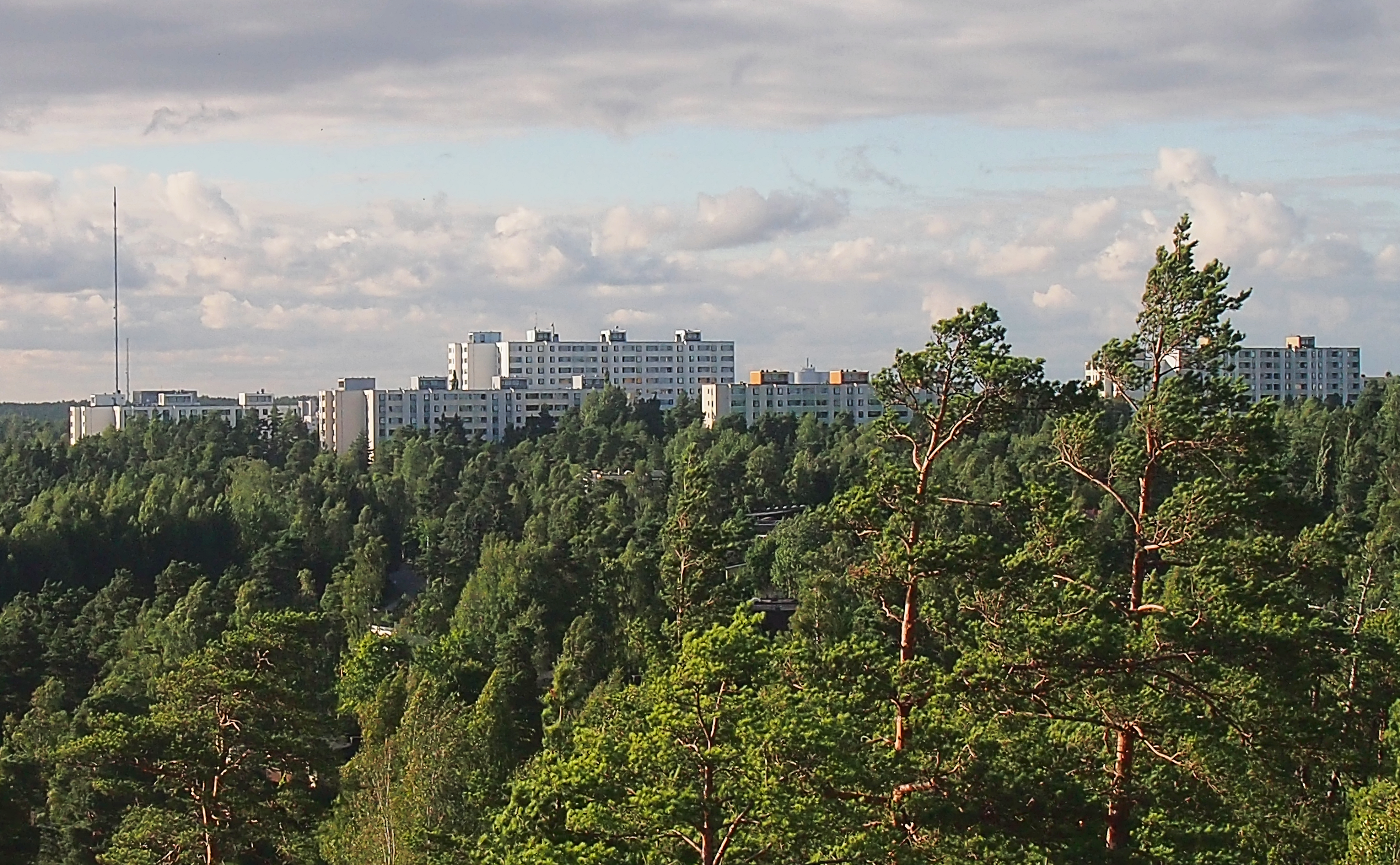
Immeubles de Soukka vus de Kasavuori.
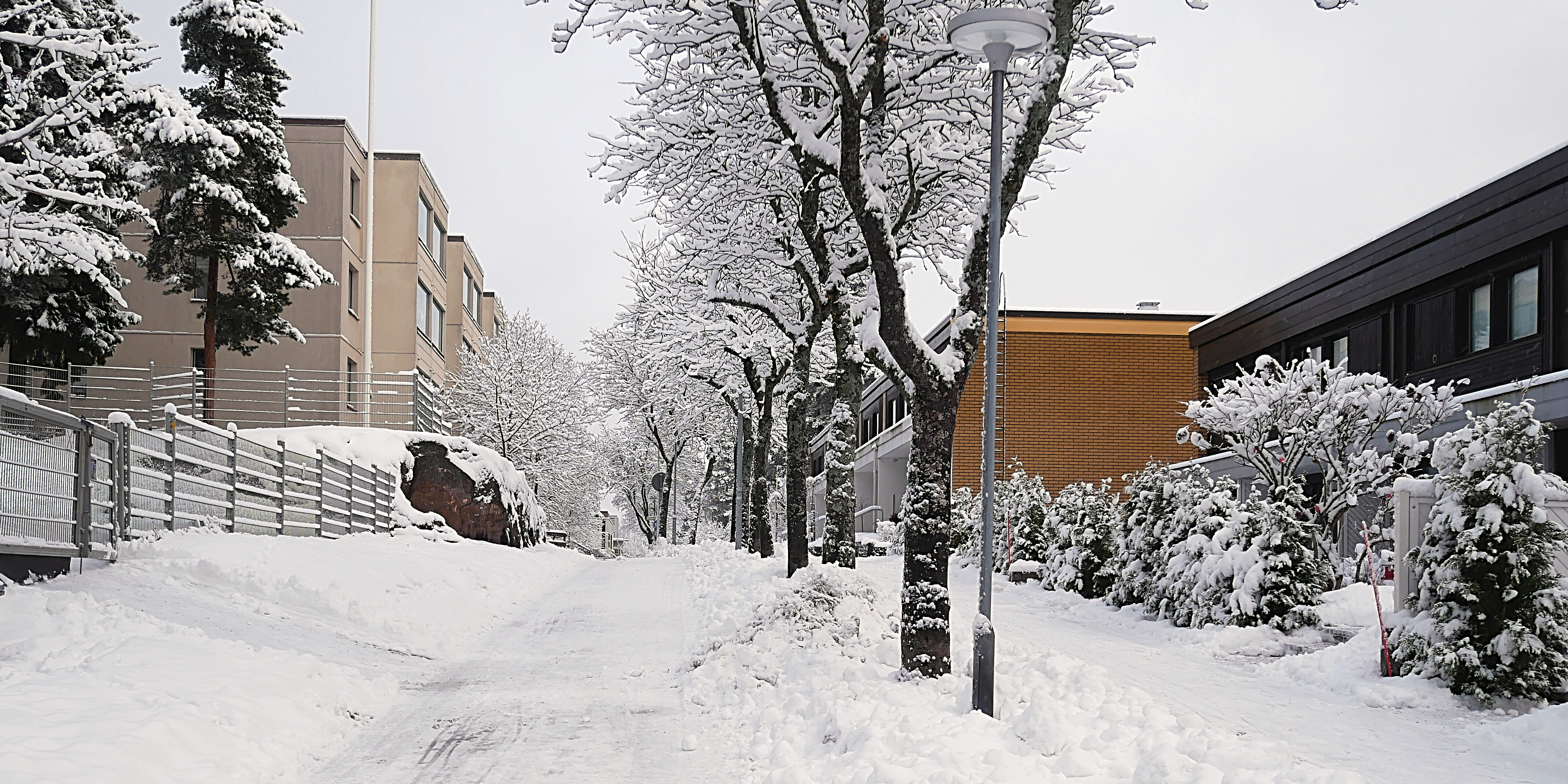
Kastevuorenraitti.
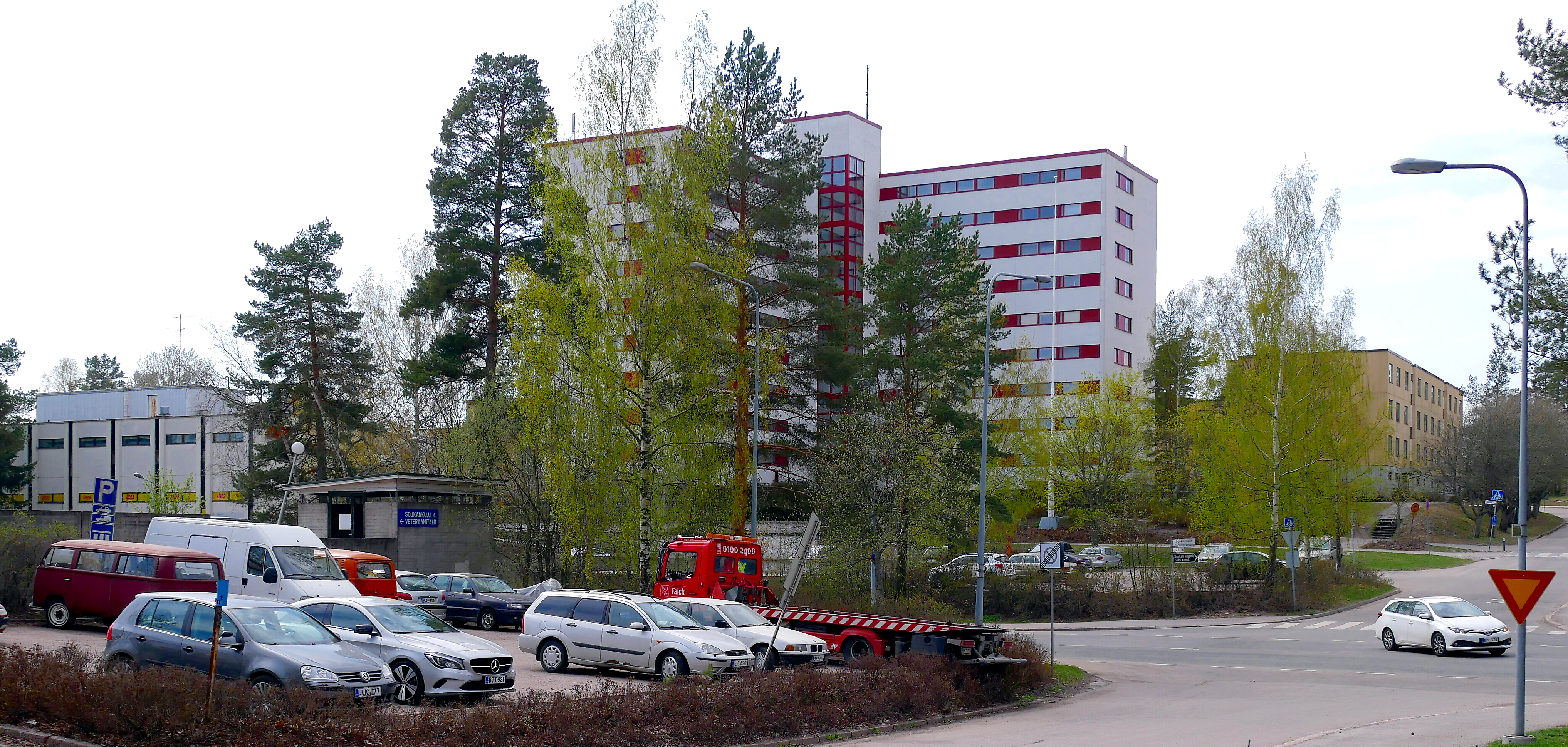
Résidence Puntarpää.